# 稲府町
稲府町（いなぶちょう）は、愛知県稲沢市の地名。

## 地理

### 交通
- 愛知県道65号一宮蟹江線

### 施設
- 稲沢市役所

## 歴史

### 沿革
- 1989年（平成元年）11月2日 - 稲沢市字花ノ木・字縄境・字戌亥出・字太戸田・字桜松・字三反畑・字十二相・字宮裏の各一部により、同市稲府町が成立[1]。

### WEB
1. ↑  “愛知県稲沢市の町丁・字一覧”.   人口統計ラボ. 2023年5月5日閲覧。
2. ↑  総務省統計局 (2022年2月10日). “令和2年国勢調査の調査結果(e-Stat) - 男女別人口，外国人人口及び世帯数－町丁・字等” (CSV). 2023年8月2日閲覧。
3. ↑  “読み仮名データの促音・拗音を小書きで表記するもの(zip形式) 愛知県” (zip).   日本郵便 (2024年2月29日). 2024年3月26日閲覧。
4. ↑  “市外局番の一覧” (PDF).   総務省 (2022年3月1日). 2022年3月22日閲覧。
5. ↑  “ナンバープレートについて”.   一般社団法人愛知県自動車会議所. 2024年1月21日閲覧。

### 書籍
1. ↑  愛知県告示平成元年第1017号「稲沢市の町区域の設定等」(耕地課） - 愛知県公報平成元年11月1日付第127号1048頁-1050頁。